# Myrmeleomastax pulvinella
Myrmeleomastax pulvinella är en insektsart som beskrevs av Yin, X.-c. 1984. Myrmeleomastax pulvinella ingår i släktet Myrmeleomastax och familjen Eumastacidae. Inga underarter finns listade i Catalogue of Life.